# Lista de basílicas católicas

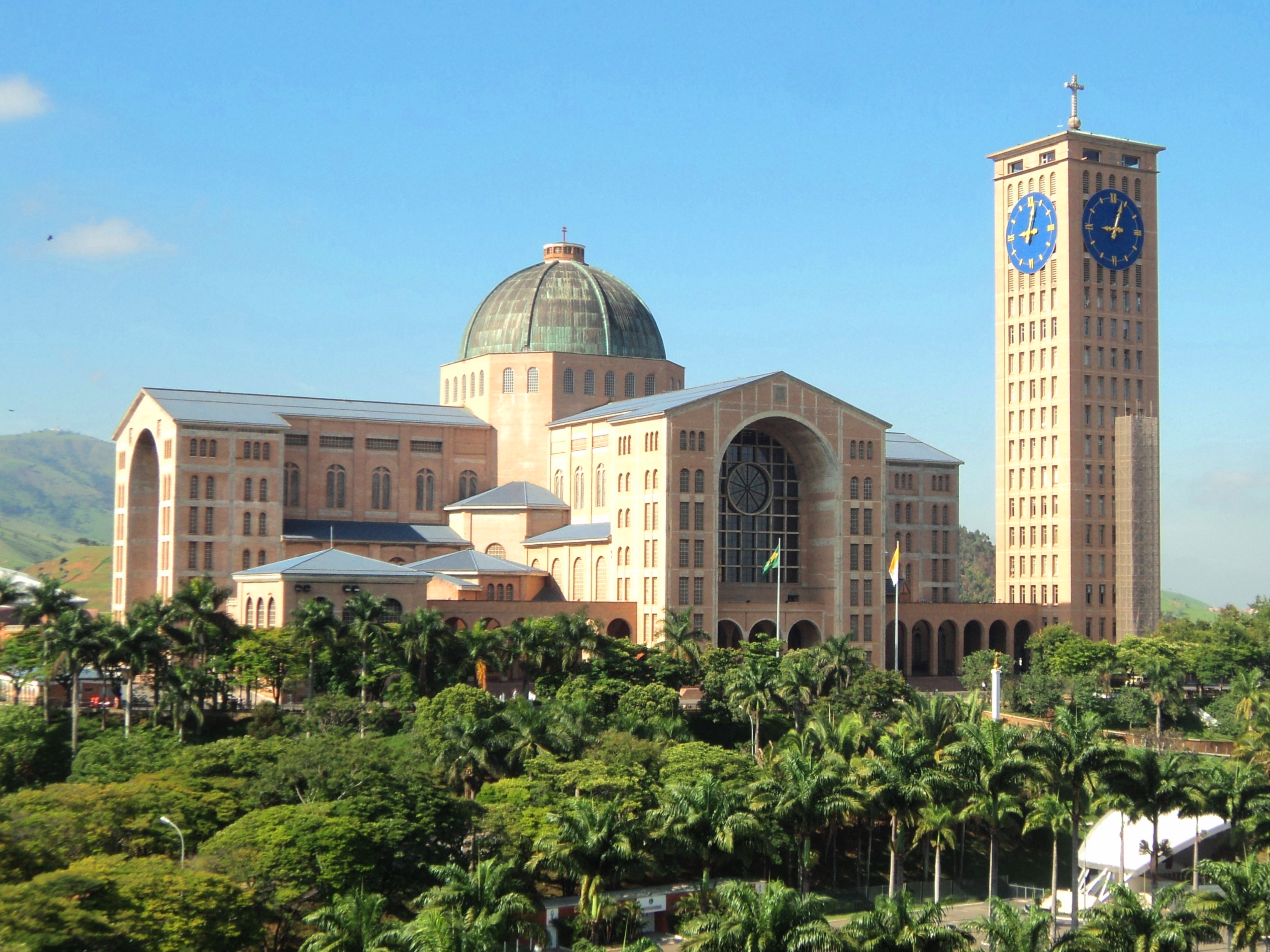
A Basílica de Nossa Senhora Aparecida, no município brasileiro de Aparecida, em São Paulo, está entre os cinco maiores templos católicos do mundo.

Esta é uma lista de basílicas católicas ordenadas por continente e país.
A lista é apenas ilustrativa.  Outras basílicas católicas podem ser encontradas nestes e em outros países.

## Basílicas na África

### Argélia
1. Basílica de Nossa Senhora da África (Argel)
2. Basílica de Santo Agostinho (Anaba)

### Benim
1. Basílica da Imaculada Conceição (Ajudá)

### Camarões
1. Basílica Maria Rainha dos Apóstolos (Iaundé)

### República do Congo
1. Basílica de Santa Ana do Congo (Brazzaville)

### Costa do Marfim
1. Basílica de Nossa Senhora da Paz (Yamoussoukro)

### Egito
1. Basílica de Santa Teresa do Menino Jesus (Cairo)

### Gana
1. Catedral Basílica de Nossa Senhora das Sete Dores (Navrongo)
2. Catedral Basílica de São Pedro (Kumasi) (Kumasi)

### Nigéria
1. Catedral Basílica da Mais Sagrada Trindade (Onitsha)

### Quênia
1. Catedral Basílica da Sagrada Família (Nairóbi)

### Ruanda
1. Catedral Basílica de Nossa Senhora (Kabgayi)

### Senegal
1. Basílica de Nossa Senhora do Livramento (Poponguine)

### Tunísia
1. Basílica de São Luís (Cartago)

### Uganda
1. Basílica da Abençoada Virgem Maria (Lodonga)
2. Basílica dos Mártires de Uganda (Namugongo)

## Basílicas na América

### Argentina
1. Basílica Catedral de Nossa Senhora do Rosário (Rosário)
2. Basílica da Imaculdada Conceição (Concepción del Uruguay)
3. Basílica de Nossa Senhora das Mercês (San Miguel de Tucumán)
4. Basílica de Santo Antônio de Pádua (Buenos Aires)
5. Basílica de Santo Domingo (Córdoba)
6. Basílica de São Francisco (San Miguel de Tucumán)
7. Basílica de São Francisco de Assis (Buenos Aires)
8. Basílica de São Nicolau de Bari (Buenos Aires)
9. Basílica do Espírito Santo (Buenos Aires)
10. Basílica do Santíssimo Sacramento (Buenos Aires)
11. Catedral Basílica de Nossa Senhora das Mercês (Mercedes)

### Bolívia
1. Basílica de Nossa Senhora de Copacabana (Copacabana)
2. Basílica de São Francisco (La Paz)
3. Basílica de São Francisco (Sucre)
4. Basílica Maria Auxiliadora (La Paz)
5. Catedral Basílica de Nossa Senhora da Paz (La Paz)
6. Catedral Basílica de Nossa Senhora da Paz (Potosí)
7. Catedral Basílica de Nossa Senhora de Guadalupe (Sucre)
8. Catedral Metropolitana Basílica de São Lourenço (Santa Cruz de la Sierra)

### Brasil
1. Basílica Nossa Senhora da Conceição Aparecida (Aparecida, SP)
2. Basílica Santuário de Nossa Senhora Auxiliadora (Jaboatão dos Guararapes, PE)
3. Basílica de Nossa Senhora do Carmo (Recife, PE)
4. Basílica Sagrado Coração de Jesus (Diamantina, MG)
5. Basílica de Nossa Senhora da Assunção (São Paulo, SP)
6. Catedral Basílica Primacial do Santíssimo Salvador (Salvador, BA)
7. Basílica Santuário Nossa Senhora de Nazaré do Desterro (Belém, PA)
8. Basílica São Francisco das Chagas (Canindé, CE)
9. Basílica do Senhor do Bonfim (Salvador, BA)
10. Basílica de Santa Teresinha do Menino Jesus (Rio de Janeiro, RJ)
11. Basílica Nossa Senhora da Conceição da Praia (Salvador, BA)
12. Basílica Nossa Senhora da Saúde (Poços de Caldas, MG)
13. Basílica Nossa Senhora de Penha (Recife, PE)
14. Basílica de Nossa Senhora do Carmo (São Paulo, SP)
15. Basílica Nossa Senhora Auxiliadora (Niterói, RJ)
16. Basílica Santo Antônio do Embaré (Santos, SP)
17. Basílica Nossa Senhora Aparecida (São José do Rio Preto, SP)
18. Basílica do Senhor Bom Jesus (Congonhas, MG)
19. Basílica do Santíssimo Sacramento (São Paulo, SP)
20. Basílica Nossa Senhora de Lourdes (Belo Horizonte, MG)
21. Basílica da Nossa Senhora de Lourdes (Rio de Janeiro, RJ)
22. Basílica Nossa Senhora das Neves (Iguape, SP)
23. Basílica do Imaculado Coração de Maria (Rio de Janeiro, RJ)
24. Catedral Metropolitana Basílica Nossa Senhora da Assunção (Mariana, MG)
25. Catedral Basílica Nossa Senhora do Pilar (São João del Rei, MG)
26. Basílica São José Operário (Barbacena, MG)
27. Catedral Metropolitana Basílica Sant’Ana (Botucatu, SP)
28. Catedral Basílica do Santíssimo Salvador (Campos dos Goytacazes, RJ)
29. Basílica São Geraldo Majela (Curvelo, MG)
30. Basílica Nossa Senhora da Conceição (Conceição do Rio Verde, MG)
31. Basílica Nossa Senhora do Carmo (Campinas, SP)
32. Catedral Metropolitana Basílica Senhor Bom Jesus (Cuiabá, MT)
33. Basílica do Senhor Bom Jesus (Tremembé, SP)
34. Catedral Basílica de São Bento (Marília, SP)
35. Catedral Basílica Santuário Nacional de Nossa Senhora da Conceição Aparecida (Aparecida, SP)
36. Catedral Metropolitana Basílica Nossa Senhora da Glória (Maringá, PR)
37. Basílica Arquiabadia de São Sebastião (Salvador, BA)
38. Basílica Nossa Senhora da Penha (São Paulo, SP)
39. Basílica de São João Maria Vianney (Belo Horizonte, MG)
40. Basílica Santuário Nossa Senhora Medianeira de Todas as Graças (Santa Maria, RS)
41. Basílica Nossa Senhora do Belém (Itatiba, SP)
42. Catedral Metropolitana Basílica Nossa Senhora da Luz dos Pinhais (Curitiba, PR)
43. Catedral Basílica Metropolitana Nossa Senhora das Neves (João Pessoa, PB)
44. Basílica Abacial do Mosteiro de São Bento de Olinda (Olinda, PE)
45. Basílica São Vicente de Paulo (Assis, SP)
46. Basílica Nossa Senhora das Dores (Boa Esperança, MG)
47. Basílica da Imaculada Conceição (Rio de Janeiro, RJ)
48. Catedral Basílica Santo Antônio de Pádua (Borba, AM)
49. Basílica Sagrado Coração de Jesus (Conselheiro Lafaiete, MG)
50. Basílica de Nossa Senhora do Carmo (Borda da Mata, MG)
51. Basílica do Divino Pai Eterno (Trindade, GO)
52. Basílica Santuário de Nossa Senhora das Dores (Juazeiro do Norte, CE)
53. Santuário Basílica de Santo Antônio (Vitória, ES)
54. Basílica Santuário de Nossa Senhora da Conceição do Bom Sucesso (Caconde, SP)
55. Basílica Santuário do Senhor Divino Espírito Santo (Costa Marques, RO)
56. Basílica Nossa Senhora do Patrocínio (Araras, SP)
57. Basílica Sagrado Coração de Jesus (Recife, PE)
58. Basílica de Nossa Senhora do Rosário (Caieiras, SP)
59. Basílica de Nossa Senhora do Pilar (Ouro Preto, MG)
60. Basílica Nossa Senhora da Boa Viagem (São Bernardo do Campo, SP)
61. Basílica Nossa Senhora do Rosário de Fátima (Embu das Artes, SP)
62. Basílica Santo Antônio de Pádua (Americana, SP)
63. Basílica do Santíssimo Sacramento Apresentado pelo Patrocínio de Maria (Sacramento, MG)
64. Santuário Basílica de São Sebastião (Rio de Janeiro, RJ)
65. Basílica de Nossa Senhora do Perpétuo Socorro (Goiânia, GO)
66. Basílica Santuário de Nossa Senhora da Penha (Rio de Janeiro, RJ)
67. Basílica São Lourenço Mártir (São Lourenço, MG)
68. Basílica Santuário de Nossa Senhora da Piedade (Caeté, MG)
69. Basílica Santuário de São Miguel Arcanjo (São Miguel Arcanjo, SP)
70. Santuário Basílica Bom Jesus do Livramento (Liberdade, MG)
71. Basílica Santo Antônio de Pádua (Ribeirão Preto, SP)
72. Santuário Basílica Nossa Senhora d’Abadia (Uberaba, MG)
73. Santuário Basílica Sagrada Família (Goiânia, GO)
74. Basílica Menor de Sant'Ana (São Paulo, SP)
75. Basílica Nossa Senhora da Guia (Acari, RN)
76. Basílica São Sebastião (Carutapera, MA)
77. Basílica Santuário Nossa Senhora da Conceição (Tatuí, SP)
78. Basílica Nossa Senhora das Dores (Porto Alegre, RS)
79. Basílica Menor Senhor Bom Jesus (Monte Alto, SP)
80. Basílica São Francisco de Assis (Brasília, DF)
81. Basílica São Bento (Araraquara, SP)
82. Santuário Basílica Nossa Senhora da Abadia de Água Suja (Romaria, MG)
83. Basílica Nossa Senhora da Piedade (Piedade, SP)
84. Basílica São João Batista da Lagoa (Rio de Janeiro, RJ)
85. Santuário Basílica Sagrado Coração Misericordioso de Jesus (Içara, SC)
86. Catedral Basílica Menor Nossa Senhora de Lourdes (Apucarana, PR)
87. Santuário Basílica Menor de São Benedito (Lorena, SP)
88. Basílica Menor da Imaculada Conceição (Cruzeiro, SP)

### Canadá
1. Basílica Catedral de Santa Maria (Halifax)
2. Basílica Catedral de São Dunstão (Charlottetown)
3. Basílica de Nossa Senhora (Montreal)
4. Basílica de Nossa Senhora do Cabo (Trois-Rivières)
5. Basílica de Nossa Senhora do Perpétuo Socorro (Labrador City)
6. Basílica de Santa Ana de Beaupré (Sainte-Anne-de-Beaupré)
7. Basílica de São João Batista (St. John's)
8. Basílica de São José (Edmonton)
9. Basílica de São Miguel Arcanjo (Miramichi)
10. Basílica de São Patrício (Montreal)
11. Basílica de São Patrício (Ottawa)
12. Basílica de São Patrício (Toronto)
13. Basílica de Nossa Senhora (Ottawa)
14. Basílica de Nossa Senhora (Quebec)
15. Catedral Basílica de Maria Rainha do Mundo (Montreal)
16. Catedral Basílica de São Boniface (Saint Boniface)
17. Catedral Basílica de São Pedro (London)
18. Oratório de São José do Monte Royal (Montreal)

### Chile
1. Basílica das Mercês (Santiago)
2. Basílica de Lourdes de Quinta Normal (Santiago)
3. Basílica de Nossa Senhora do Carmo (Maipú)
4. Basílica de Nossa Senhora do Perpétuo Socorro (Santiago)
5. Basílica do Salvador (Santiago)

### Costa Rica
1. Basílica de Nossa Senhora dos Anjos (Cartago)
2. Basílica da Imaculada Conceição de El Tejar de El Guarco (Cartago)

### Cuba
1. Basílica de São Francisco de Assis (Havana)

### Estados Unidos
1. Basílica Catedral de Santa Maria (Galveston)
2. Basílica Catedral de Santo Agostinho (St. Augustine)
3. Basílica Catedral de Santo Antônio (Beaumont)
4. Basílica Catedral de São Francisco de Assis (Santa Fé)
5. Basílica de São José (San José)
6. Basílica de São Luís Rei da França (Nova Orleães)
7. Basílica Catedral de São Pedro e São Paulo (Filadélfia)
8. Basílica Catedral do Sagrado Coração (Newark)
9. Basílica de Nossa Senhora da Vitória (Lackawanna)
10. Basílica de Nossa Senhora das Dores (Chicago)
11. Basílica de Nossa Senhora do Perpétuo Socorro (Nova Iorque)
12. Basílica de Santa Maria (Minneapolis)
13. Basílica de Santa Maria (Natchez)
14. Basílica de Santa Maria (Phoenix)
15. Basílica de Santa Mariamda Imaculada Conceição (Norfolk)
16. Basílica de São Francisco Xavier (Dyersville)
17. Basílica de São José (Alameda)
18. Basílica de São José (Webster)
19. Basílica de São Lourenço (Asheville)
20. Basílica de São Pedro e São Paulo (Lewiston)
21. Basílica do Sagrado Coração (Atlanta)
22. Basílica do Sagrado Coração (Notre Dame)
23. Basílica do Santuário Nacional da Assunção da Bem-Aventurada Virgem Maria (Baltimore)
24. Basílica do Santuário Nacional da Imaculada Conceição (Washington)
25. Basílica do Santuário Nacional de Nossa Senhora de Fátima (Lewiston)
26. Basílica Rainha de Todos os Santos (Chicago)
27. Catedral Basílica da Imaculada Conceição (Denver)
28. Catedral Basílica da Imaculada Conceição (Mobile)
29. Catedral Basílica de St. Louis (St. Louis)
30. Missão de São Carlos Barromeu do Carmo (Carmel)
31. Missão de São Diego Alcalá (San Diego)
32. Missão de São Francisco de Assis (San Francisco)
33. Missão de São João Capistrano (San Juan Capistrano)

### México
1. Basílica da Virgem de Zapopan (Zapopan)
2. Basílica de Nossa Senhora da Saúde (Pátzcuaro)
3. Basílica de Nossa Senhora da Soledade (Oaxaca de Juárez)
4. Basílica de Nossa Senhora de Guadalupe (Cidade do México)
5. Basílica de Nossa Senhora de Guadalupe (Monterrei)
6. Basílica de Nossa Senhora de Guadalupe (Pachuca)
7. Basílica de Ocotlán (Tlaxcala)
8. Catedral Basílica da Assunção de Maria Santíssima (Guadalajara)
9. Catedral Basílica de Durango (Durango)
10. Catedral Basílica de Nossa Mãe Santíssima da Luz (León)
11. Catedral Basílica de Nossa Senhora da Assunção (Aguascalientes)
12. Catedral Basílica de Nossa Senhora da Assunção (Zacatecas)
13. Catedral Basílica de Nossa Senhora da Imaculdada Conceição (Puebla)
14. Catedral Basílica de Nossa Senhora de Guadalupe (Colima)

### Peru
1. Basílica Catedral de Lima e Primada do Peru (Lima)
2. Basílica de Nossa Senhora das Mercês (Lima)
3. Basílica e Convento de Santo Domingo (Lima)
4. Basílica Menor das Mercês (Cuzco)
5. Basílica Menor e Convento de São Francisco o Grande (Lima)
6. Basílica Menor e Convento de São Pedro (Lima)
7. Catedral Basílica da Virgem da Assunção (Cuzco)

### Porto Rico
1. Basílica Catedral Metropolitana de São João (San Juan)
2. Basílica da Virgem de Monserrate (Hormigueros)

### Santa Lúcia
1. Basílica Catedral da Imaculada Conceição (Castries)

### Uruguai
1. Basílica do Santíssimo Sacramento (Colônia do Sacramento)
2. Catedral Basílica de San José de Mayo (San José de Mayo)

### Venezuela
1. Basílica Catedral de Nossa Senhora de Coromoto (Guanare)
2. Basílica de Santa Teresa (Caracas)
3. Basílica Menor de Nossa Senhora do Vale (Ilha de Margarita)
4. Basílica Menor Santa Capela (Caracas)

## Basílicas na Ásia

### China
1. Basílica de Nossa Senhora de She Shan (Xangai)

### Filipinas
1. Basílica de Nossa Senhora da Imaculada Conceição (Manolos)
2. Basílica de Peñafrancia (Naga)
3. Basílica de Santo Niño (Cebu)
4. Basílica de São Sebastião (Manila)
5. Basílica do Nazareno Negro (Manila)
6. Catedral Basílica da Imaculada Conceição (Manila)

### Índia
1. Basílica de Nossa Senhora das Dores (Thrissur)
2. Basílica de Nossa Senhora das Graças (Sardhana)
3. Basílica de Nossa Senhora das Neves (Thoothukudi)
4. Basílica de Nossa Senhora de Lourdes (Thiruvaiyaru)
5. Basílica de Nossa Senhora do Monte (Mumbai)
6. Basílica de Santa Maria (Bangalore)
7. Basílica de Santo André (Alleppey)
8. Basílica do Bom Jesus (Goa)
9. Catedral Basílica de Santa Cruz (Cochim)
10. Catedral Basílica de Santa Maria (Ernakulam)
11. Catedral Basílica de São Tomé (Chennai)
12. Basílica do Santo Redentor (Tiruchirapalli)
13. Basílica do Santo Rosário (Bandel)

### Israel
1. Basílica da Agonia (Jerusalém)
2. Basílica da Anunciação (Nazaré)
3. Basílica do Santo Sepulcro (Jerusalém)
4. Monastério de Stella Maris (Haifa)

### Palestina
1. Basílica da Natividade (Belém)

### Sri Lanka
1. Basílica de Nossa Senhora de Lanka (Tewatta)

### Taiwan
1. Basílica da Imaculada Conceição (Wanluan)

### Vietname
1. Basílica da Imaculada Conceição (Nam Định)
2. Basílica de Nossa Senhora de La Vang (La Vang)
3. Basílica de Nossa Senhora de Saigon (Cidade de Ho Chi Minh)

## Basílicas na Europa

### Alemanha
1. Basílica de Constantino de Trier (Trier)
2. Basílica de São Martinho (Ulm)
3. Basílica dos Catorze Santos Auxiliares (Bad Staffelstein)

### Áustria
1. Basílica de Geras (Geras)
2. Basílica de Maria Plain (Bergheim)
3. Basílica de Maria Taferl (Maria Taferl)
4. Basílica de Maria Treu (Viena)
5. Basílica de Mariastrot (Graz)
6. Basílica de Mariazell (Mariazell)
7. Basílica de Rein (Rein)
8. Basílica de São Floriano e Santo Agostinho (Sankt Florian)
9. Basílica de Seckau (Seckau)

### Bélgica
1. Basílica de Nossa Senhora da Consolação (Vilvoorde)
2. Basílica de Nossa Senhora de Hanswijk (Mechelen)
3. Basílica de Nossa Senhora de Tongres (Chièvres)
4. Basílica de Oostakker (Oostakker)
5. Basílica de Virga-Jesse (Hasselt)
6. Basílica do Sagrado Coração (Bruxelas)
7. Basílica do Santo Sangue (Bruges)

### Croácia
1. Basílica de Santa Eufêmia (Rovinj)
2. Basílica Eufrasiana (Porec)

### Eslováquia
1. Basílica da Assunção (Ľutina)
2. Basílica da Exaltação da Santa Cruz (Kežmarok)
3. Basílica da Natividade da Abençoada Virgem Maria (Rajecká Lesná)
4. Basílica da Visitação (Staré Hory)
5. Basílica da Visitação da Virgem Maria (Levoča)
6. Basílica de São Nicolau (Trnava)
7. Basílica do Nascimento da Virgem Maria (Vranov nad Topľou)
8. Catedral Basílica de São Emmeram (Nitra)

### Eslovênia
1. Basílica da Virgem Maria de Brezje (Radovljica)
2. Basílica da Visitação (Žalec)
3. Basílica de Maria Mãe Piedosa (Maribor)
4. Basílica de Nossa Senhora de Stična (Ivančna Gorica)
5. Basílica de Nossa Senhora da Graça (Nova Gorica)
6. Basílica de Santa Maria de Lourdes (Brestanica)

### Espanha
1. Basílica da Esperança (Málaga)
2. Basílica das Mercês (Jerez de la Frontera)
3. Basílica da Virgem dos Desamparados (Valência)
4. Basílica de Nossa Senhora da Candelária (Tenerife)
5. Basílica de El Escorial (San Lorenzo de El Escorial)
6. Basílica de La Encina (Ponferrada)
7. Basílica de La Macarena (Sevilha)
8. Basílica de Nossa Senhora das Mercês (Barcelona)
9. Basílica de Nossa Senhora de Begonha (Bilbau)
10. Basílica de Nossa Senhora de Atocha (Madri)
11. Basílica de Nossa Senhora dos Milagres (Soria)
12. Basílica de Santa Engrácia (Cestona)
13. Basílica de Santa Engrácia (Saragoça)
14. Basílica de Santa Eulália (Mérida)
15. Basílica de Santa Teresa de Jesus (Alba de Tormes)
16. Basílica de Santo Isidoro (Leão)
17. Basílica de São Miguel (Madri)
18. Basílica do Grande Poder (Sevilha)
19. Catedral Basílica de Nossa Senhora do Pilar (Saragoça)
20. Catedral Basílica de Santiago (Bilbau)

### França
1. Basílica de Nossa Senhora de Bolonha (Bolonha-sobre-o-Mar)
2. Basílica de Nossa Senhora de Fouvière (Lyon)
3. Basílica de Nossa Senhora de la Garde (Marselha)
4. Basílica de Nossa Senhora de la Treille (Lille)
5. Basílica de Santa Clotilde (Paris)
6. Basílica de Santa Joana D'Arc (Paris)
7. Basílica de Santa Maria Madalena (Vézelay)
8. Basílica de São Denis (São Denis)
9. Basílica de São Ferjeux (Besançon)
10. Basílica de São Luís de Montfort (Saint-Laurent-sur-Sèvre)
11. Basílica de São Martinho (Tours)
12. Basílica de São Martinho d'Ainay (Lyon)
13. Basílica de São Miguel (Bordéus)
14. Basílica de São Pio X (Lourdes)
15. Basílica de São Saturnino (Tolosa)
16. Basílica do Sagrado Coração (Paris)

### Grécia
1. Basílica de São Demétrio (Salônica)

### Hungria
1. Basílica da Assunção (Győr)
2. Basílica da Assunção (Zric)
3. Basílica de Nossa Senhora da Assunção (Mátraverebély)
4. Basílica de Santa Maria (Gödöllő)
5. Basílica de Santa Teresa (Keszthely)
6. Basílica de Santo Adalberto (Esztergom)
7. Basílica de Santo Estêvão (Budapeste)
8. Basílica de São Miguel (Veszprém)
9. Basílica de São Pedro e São Paulo (Pécs)
10. Catedral Metropolitana Basílica de São João Apóstolo e Evangelista, de São Miguel e da Imaculada Conceição (Eger)

### Irlanda
1. Basílica de Nossa Senhora de Knock Rainha da Irlanda (Knock)
2. Basílica de Purgatório de Patrício da Irlanda]] (Lough Derg).

### Islândia
1. Basílica de Cristo Rei (Reykjavík)

### Itália
1. Basílica Catedral de São Martinho (Belluno)
2. Basílica da Santa Trindade (Florença)
3. Basílica da Santíssima Anunciada (Florença)
4. Basílica da Santíssima Anunciada del Vastato (Gênova)
5. Basílica de Santa Balbina (Roma)
6. Basílica de Santa Clara (Assis)
7. Basílica de Santa Clara (Nápoles)
8. Basílica de Santa Cruz (Cagliari)
9. Basílica de Santa Cruz (Florença)
10. Basílica de Santa Cruz (Lecce)
11. Basílica de Santa Justina (Pádua)
12. Basílica de Santa Maria da Saúde (Veneza)
13. Basílica de Santa Maria de Collemaggio (L'Aquila)
14. Basílica de Santa Maria do Espírito Santo (Florença)
15. Basílica de Santa Maria dos Anjos e dos Mártires (Roma)
16. Basílica de Santa Maria em Trastevere (Roma)
17. Basílica de Santa Maria Gloriosa dei Frari (Veneza)
18. Basílica de Santa Maria Maior (Bérgamo)
19. Basílica de Santa Prassede (Roma)
20. Basílica de Santa Sabina (Roma)
21. Basílica de Sant'Eustorgio (Milão)
22. Basílica de Santo Ambrósio e São Carlos (Roma)
23. Basílica de Santo André (Mântua)
24. Basílica de Santo André (Vercelli)
25. Basílica de Santo Antonio de Pádua (Pádua)
26. Basílica de Santo Apolinário em Classe (Ravena)
27. Basílica de Santo Apolinário Novo (Ravena)
28. Basílica de Santo Estevão (Bolonha)
29. Basílica de São Camilo de Lélis (Roma)
30. Basílica de São Clemente (Roma)
31. Basílica de São Domingo (Bolonha)
32. Basílica de São Domingo (Siena)
33. Basílica de São Francisco (Bolonha)
34. Basílica de São Francisco (Siena)
35. Basílica de São Francisco de Assis (Arezzo)
36. Basílica de São Francisco de Assis (Assis)
37. Basílica de São Frediano (Lucca)
38. Basílica de São João dos Florentinos (Roma)
39. Basílica de São João e São Paulo (Veneza)
40. Basílica de São Jorge Maior (Veneza)
41. Basílica de São Lourenço (Florença)
42. Basílica de São Lourenço Maior (Nápoles)
43. Basílica de São Marcos (Veneza)
44. Basílica de São Marcos Evangelista ao Capitólio (Roma)
45. Basílica de São Maurício (Imperia)
46. Basílica de São Miguel Maior (Pavia)
47. Basílica de São Pedro de Castello (Veneza)
48. Basílica de São Petrônio (Bolonha)
49. Basílica de São Vital (Ravena)
50. Basílica de Superga (Turim)
51. Basílica dos Doze Santos Apóstolos (Roma)

### Letónia
1. Basílica da Assunção (Aglona)

### Lituânia
1. Basílica de São Miguel Arcanjo (Marijampolė)
2. Catedral Basílica de São Pedro e São Paulo (Kaunas)

### Luxemburgo
1. Basílica de Echternach (Echternach)

### Malta
1. Basílica de São Jorge (Victoria)

### Países Baixos
1. Basílica de Nossa Senhora (Maastricht)
2. Basílica de Oudenbosch (Oudenbosch)
3. Basílica de São Gervásio (Maastricht)
4. Basílica de São Plechelm (Oldenzaal)
5. Catedral Basílica de São João ('s-Hertogenbosch)

### Polónia
1. Arquicatedral Basílica de São Pedro e São Paulo (Poznań)
2. Basílica da Assunção da Virgem Maria (Gdańsk)
3. Basílica da Assunção da Virgem Maria (Krzeszów)
4. Basílica de Nossa Senhora de Licheń (Licheń Stary)
5. Basílica de Santa Edvirges (Trzebnica)
6. Basílica de Santa Maria (Cracóvia)
7. Basílica de São Floriano (Cracóvia)
8. Basílica do Coração de Jesus (Cracóvia)
9. Catedral Basílica de São João Batista e São João Evangelista (Toruń)
10. Catedral Basílica de Santiago Apóstolo (Szczecin)
11. Catedral Basílica de Wawel, também conhecida como Catedral Basílica de São Estanislau e São Vanceslau (Cracóvia)

### Portugal

#### Distrito de Beja
- Basílica Real (Castro Verde)

Distrito de Braga
- Basílica do Bom Jesus do Monte (Braga)
- Basílica dos Congregados (Braga)
- Basílica de Nossa Senhora do Sameiro (Braga)
- Basílica de São Bento da Porta Aberta (Terras de Bouro)
- Basílica de São Torcato (Guimarães)
- Basílica de São Pedro (Guimarães)
- Basílica Sé Catedral de Santa Maria de Braga (Braga)

#### Distrito de Bragança
- Basílica do Santo Cristo de Outeiro (Bragança)

#### Distrito de Évora
- Basílica Sé Catedral de Nossa Senhora da Assunção (Évora)

#### Distrito de Lisboa
- Basílica de Nossa Senhora dos Mártires (Lisboa)
- Basílica de Nossa Senhora e Santo António (Mafra)
- Basílica do Sagrado Coração de Jesus da Estrela (Lisboa)

- Basílica de Santa Quitéria de Meca (Alenquer)

#### Distrito do Porto
- Basílica do Sagrado Coração de Jesus (Póvoa de Varzim)

#### Distrito de Santarém
- Basílica de Nossa Senhora do Rosário (Fátima)
- Basílica da Santíssima Trindade (Fátima)

#### Distrito de Viana do Castelo
- Basílica de Santa Luzia (Viana do Castelo)

### Reino Unido
1. Basílica de Downside (Stratton-on-the-Fosse)
2. Basílica de São Chad (Birmingham)

### República Tcheca
1. Basílica da Anunciação da Virgem Maria (Strahov)
2. Basílica de São Pedro e São Paulo (Praga)
3. Basílica de São Procópio (Třebíč)

### Roménia
1. Basílica de Cacica (Cacica)
2. Basílica de Maria Radna (Lipova)
3. Basílica de Nossa Senhora (Miercurea Ciuc)
4. Basílica de Santa Maria (Oradea)
5. Basílica de Santo Antão (Constanţa)

### Sérvia
1. Catedral Basílica de Santa Teresa de Ávila (Subotica)
2. Catedral Basílica de São Demétrio (Sremska Mitrovica)

### Suíça
1. Basílica de Maria Imaculada (Genebra)
2. Basílica de Nossa Senhora (Friburgo)
3. Basílica de Nossa Senhora (Genebra)
4. Basílica de Nossa Senhora (Lausanne)
5. Basílica de Nossa Senhora (Neuchâtel)
6. Basílica de Valère (Sion)

### Turquia
1. Basílica de Santo Antonio de Pádua (Istambul)

### Ucrânia
1. Arquicatedral Basílica da Assunção da Virgem Maria (Lviv)

## Basílicas  na Oceania

### Austrália
1. Basílica de Nossa Senhora das Vitórias (Melbourne)
2. Basílica de Santa Maria dos Anjos (Geelong)
3. Catedral Basílica de Santa Maria (Sydney)
4. Catedral Basílica de São Patrício (Melbourne)

### Guam
1. Catedral Basílica do Doce Nome de Maria (Agaña)

### Nova Zelândia
1. Basílica de Santa Maria (Invercargill)
2. Basílica do Sagrado Coração (Wellington)
3. Basílica do Santíssimo Sacramento (Christchurch)